# John Eccles (compositor)
Este artículo se refiere al compositor inglés, para otras personas con el mismo nombre, véase John Eccles.
John Eccles (Londres, 1668 - 12 de enero de 1735) fue un compositor inglés.
Era el hijo mayor del músico profesional Solomon Eccles. John Eccles fue nombrado para la King's Private Musick en 1694, y en 1700 se convirtió en Master of the King's Musick. También en 1700 terminó segundo en una competición para escribir música para la masque de William Congreve titulada The Judgement of Paris ("El juicio de Paris"). Ganó John Weldon.
Eccles estuvo muy activo como compositor para el teatro, y a partir de los años 1690 escribió una gran cantidad de música incidental incluyendo música para Love for Love de William Congreve, The Spanish Friar de John Dryden y Macbeth de William Shakespeare. Junto con Henry Purcell escribió música incidental para Don Quixote de Thomas d'Urfey. Se convirtió en compositor del teatro de Drury Lane en 1693 y cuando algunos de los actores se marcharon para crear su propia compañía en Lincoln's Inn Fields en 1695, compuso música para ellos también. 
Eccles también escribió música para la coronación de la reina Ana y una serie de canciones. Muchas de sus más famosas canciones, como "I burn, I burn" fueron compuestas para que la interpretara la actriz-cantante Anne Bracegirdle. Eccles también escribió una ópera cantada íntegramente en inglés Semele con texto de Congreve, pero no se representó hasta el siglo XX. El libreto de Congreve más tarde serviría de base para Semele (1744) de Georg Friedrich Händel.
Durante la parte posterior de su vida, Eccles vivió en Kingston upon Thames y escribió música incidental adicional (aunque no tan frecuentemente como había hecho para Lincoln's Inn Fields) así como la ocasional oda cortesana. Se dice que pasaba gran parte de su tiempo pescando.
Era el único Master of the King's Musick en la historia del puesto que sirvió a cuatro monarcas (rey Guillermo III, la reina Ana, el rey Jorge I y el rey Jorge II).